# Sopralluogo giudiziario
Con il termine sopralluogo giudiziario (o sopralluogo di polizia giudiziaria, considerato che l'attività è svolta materialmente proprio dalla polizia giudiziaria) si definisce l'insieme delle operazioni compiute dalla polizia giudiziaria, eventualmente coadiuvata da personale tecnico-scientifico, volte ad analizzare, in un ambiente, lo svolgimento di un reato avvenuto in un tempo precedente, allo scopo di conservare le tracce e le cose pertinenti al reato e risalire così al responsabile.

## Il sopralluogo di polizia giudiziaria e la ricostruzione della scena del fatto ed i riferimenti normativi
L'attività espletata durante il sopralluogo di polizia giudiziaria (definito anche sopralluogo giudiziario) in conseguenza di un accadimento di rilevanza penale o che potrebbe far presumere la commissione di un reato trova i propri riferimenti normativi nel Titolo IV, articoli da 347 a 357, del Codice di procedura penale, dedicato all'attività a iniziativa della polizia giudiziaria e nei corrispettivi articoli da 112 a 118 delle Norme di attuazione, coordinamento e transitorie dello stesso.
In particolare il sopralluogo risponde in modo puntuale alle esigenze fatte proprie dal combinato disposto dell'articolo 347, primo comma, dell'articolo 348 e dell'articolo 354 del Codice di procedura penale. L'articolo 357, che chiude il Titolo concernente l'attività a iniziativa della polizia giudiziaria, prevede, infine, l'obbligo di documentazione degli adempimenti svolti nel corso di tale fase delle indagini preliminari, fra i quali rientra il sopralluogo. In generale l'articolo citato dispone l'annotazione degli atti e prescrive l'obbligo della redazione del verbale nei casi elencati nel secondo comma. La lettera e) del suddetto comma include proprio le operazioni e gli accertamenti esperiti ex articolo 354.
Il sopralluogo può costituire anche una forma particolare di attività non a iniziativa ma delegata dalla Autorità giudiziaria secondo le disposizioni dell'articolo 370 del Codice di procedura penale. Ciò sia perché direttamente previsto al comma terzo dell'articolo 348, con un rimando nel quale si precisa che dopo l'intervento del pubblico ministero, la polizia giudiziaria compie gli atti ad essa specificamente delegati a norma dell'articolo 370, e sia perché l'articolo 370 stesso prevede che il pubblico ministero possa delegare una serie di atti tipicamente definiti (interrogatori e confronti) ed una serie di attività non specificate. Tra queste ultime ben può rientrare un sopralluogo delegato e finalizzato a ricostruire con maggior precisione la scena del fatto o addirittura ad individuarla per la prima volta nel caso in cui la notizia di reato sia stata acquisita direttamente dall'Autorità giudiziaria (si pensi, a titolo di esempio, ai reati che rientrano nella cognizione del Giudice di pace in funzione penale e perseguibili a querela di parte, quando l'atto di denuncia sia direttamente depositato alla Procura della Repubblica competente e questa disponga l'indagine delegata).
Di seguito, i testi o gli estratti degli articoli del Codice di procedura penale citati:
- articolo 347, primo comma: Obbligo di riferire la notizia del reato. Acquisita la notizia di reato, la polizia giudiziaria, senza ritardo, riferisce al pubblico ministero, per iscritto, gli elementi essenziali del fatto e gli altri elementi sino ad allora raccolti, indicando le fonti di prova e le attività compiute, delle quali trasmette la relativa documentazione.
- articolo 348: Assicurazione delle fonti di prova.
  1. Anche successivamente alla comunicazione della notizia di reato, la polizia giudiziaria continua a svolgere le funzioni indicate nell'articolo 55 raccogliendo in specie ogni elemento utile alla ricostruzione del fatto e alla individuazione del colpevole.
  2. Al fine indicato nel comma 1, procede, fra l'altro:
    - a) alla ricerca delle cose e delle tracce pertinenti al reato nonché alla conservazione di esse e dello stato dei luoghi,
    - b) alla ricerca delle persone in grado di riferire su circostanze rilevanti per la ricostruzione dei fatti,
    - c) al compimento degli atti indicati negli articoli seguenti.

  3. Dopo l'intervento del pubblico ministero, la polizia giudiziaria compie gli atti ad essa specificamente delegati a norma dell'articolo 370, esegue le direttive del pubblico ministero ed inoltre svolge di propria iniziativa, informandone prontamente il pubblico ministero, tutte le altre attività di indagine per accertare i reati ovvero richieste da elementi successivamente emersi e assicura le nuove fonti di prova.
  4. La polizia giudiziaria, quando, di propria iniziativa o a seguito di delega del pubblico ministero, compie atti od operazioni che richiedono specifiche competenze tecniche, può avvalersi di persone idonee le quali non possono rifiutare la propria opera.
- articolo 354: Accertamenti urgenti sui luoghi, sulle cose e sulle persone. Sequestro.
  1. Gli ufficiali e gli agenti di polizia giudiziaria curano che le tracce e le cose pertinenti al reato siano conservate e che lo stato dei luoghi e delle cose non venga mutato prima dell'intervento del pubblico ministero.
  2. Se vi è pericolo che le cose, le tracce e i luoghi indicati nel comma 1 si alterino o si disperdano o comunque si modifichino e il pubblico ministero non può intervenire tempestivamente, ovvero non ha ancora assunto la direzione delle indagini, gli ufficiali di polizia giudiziaria compiono i necessari accertamenti e rilievi sullo stato dei luoghi e delle cose. Se del caso, sequestrano il corpo del reato e le cose a questo pertinenti.
  3. Se ricorrono i presupposti previsti dal comma 2, gli ufficiali di polizia giudiziaria compiono i necessari accertamenti e rilievi sulle persone diversi dalla ispezione personale. Se gli accertamenti comportano il prelievo di materiale biologico, si osservano le disposizioni del comma 2-bis dell'articolo 349.
- articolo 357: Documentazione dell'attività di polizia giudiziaria (estratto).
  1. La polizia giudiziaria annota secondo le modalità ritenute idonee ai fini delle indagini, anche sommariamente, tutte le attività svolte, comprese quelle dirette alla individuazione delle fonti di prova.
  2. Fermo quanto disposto in relazione a specifiche attività, redige verbale dei seguenti atti:
    - a) ….
    - e) operazioni e accertamenti previsti dagli articoli 349, 353 e 354;
    - f) atti che descrivono fatti e situazioni, eventualmente compiuti sino a che il pubblico ministero non ha impartito le direttive per lo svolgimento delle indagini….
- articolo 370 (Titolo V, Attività del pubblico ministero, estratto): Atti diretti e atti delegati.
  1. Il pubblico ministero compie personalmente ogni attività di indagine. Può avvalersi della polizia giudiziaria per il compimento di attività di indagine e di atti specificamente delegati, ivi compresi gli interrogatori ed i confronti cui partecipi la persona sottoposta alle indagini che si trovi in stato di libertà, con l'assistenza necessaria del difensore.

## Le finalità del sopralluogo di polizia giudiziaria
È il titolo stesso dell'articolo 348 a definire lo scopo principale del sopralluogo di polizia giudiziaria: assicurare le fonti di prova, a cui pervenire tramite l'esame obiettivo dello stato dei luoghi a mente dell'articolo 354, avendo preventiva e massima cura che lo stato di fatto non venga alterato (oltre quanto non possa già esserlo stato in funzione della tempestività dell'intervento, dell'azione di altri soggetti quali operatori sanitari e di fattori di varia natura). Ritengo utile riportare le definizioni che dell'attività prevista dai due articoli in esame fornisce l'autore del volume Gli atti di polizia giudiziaria nel nuovo processo penale, edizioni Laurus Robuffo, Roma, 1992 e seguenti (di Paolo Puoti). L'autore citato definisce gli adempimenti ex articolo 348 come il complesso di attività che gli ufficiali e gli agenti di polizia giudiziaria compiono d'iniziativa durante il tempo che intercorre fra il verificarsi del fatto e fino a quando il pubblico ministero non ha impartito le direttive per lo svolgimento delle indagini, allo scopo di raccogliere ogni elemento utile alla ricostruzione del fatto e alla individuazione del colpevole. Più sintetica ma efficace la definizione dell'attività svolta ai sensi dell'articolo 354: gli accertamenti urgenti sui luoghi, sulle cose e sulle persone sono atti per mezzo dei quali l'ufficiale di polizia giudiziaria procede alla diretta osservazione dei luoghi, cose e persone, allo scopo di accertare le tracce e gli altri effetti materiali che il reato abbia lasciato. A questo punto occorre chiedersi che cosa intendiamo per prova. Nel campo del nostro interesse e, quindi, del diritto penale, la prova può essere definita come la dimostrazione della sussistenza di fatti determinati anche tramite la dimostrazione dell'esistenza di altri fatti dai quali si possa desumere l'esistenza dei fatti giuridicamente rilevanti che si intende provare. In particolare, poi, l'attività del sopralluogo di polizia giudiziaria conduce alla assicurazione della cosiddetta prova materiale, costituita da oggetti direttamente connessi ai fatti, prelevati dalle forze di polizia e custoditi sotto sequestro o, comunque, repertati, ovvero da rilievi di polizia (scientifica) su tali oggetti. Sono prove materiali anche le relazioni peritali, le consulenze tecniche ed in genere le relazioni di esperti qualificati. Il sopralluogo di polizia giudiziaria è, alla luce di quanto precedentemente esposto, un mezzo, uno strumento per la ricerca della prova. È utile rammentare, comunque, che per il nostro sistema penale, di norma, la prova si forma in aula e, cioè, durante la fase dibattimentale – processuale (ad eccezione dell'incidente probatorio di cui all'articolo 392 e seguenti del C. p. p. e degli accertamenti tecnici non ripetibili ex articolo 360 C. p. p.). Nella fase delle indagini preliminari, nella quale si pone il sopralluogo di polizia giudiziaria sia esso di iniziativa che delegato, si raccolgono elementi di prova, la cui valutazione giudiziale farà assumere ai medesimi il valore di prova, se non confutati da altri elementi.
È bene, però, soffermarsi meglio sul punto. In uno schema di classificazione degli articoli 348 e 354 del C. p. p. è infatti possibile ricondurre le attività compiute genericamente ex articolo 348 fra gli atti di ricerca e di assicurazione delle fonti di prova, mentre, nello specifico, fra le attività ex articolo 354 rientrano veri e propri atti di ricerca ed assicurazione della prova. Si pensi ai sequestri ed alle perquisizioni che, una volta eseguite ed ottenuto il risultato cercato, non avrebbe certamente alcun senso ripetere in sede di giudizio, avendo esplicato appieno la loro funzione nella fase preliminare. Per quanto attiene, invece, al complesso di attività definite come accertamenti e rilievi, questo può essere ricondotto ad un doppio binario a seconda della qualità delle stesse:
1. atti irripetibili
2. atti ripetibili.

Nel primo caso si avrà un atto tipico con efficacia probatoria piena ed utilizzabilità sia prima del giudizio che durante la fase dibattimentale-processuale. V'è da segnalare che, generalmente, la ricostruzione complessiva della scena del fatto non è ripetibile per una serie di eventi (per es. gli omicidi colposi derivati da incidenti stradali, infortuni sul lavoro, investimenti ferroviari e via dicendo) data l'impossibilità di conservare lo stato dei luoghi oltre un limite abbastanza ristretto di tempo sia per ragioni di circolazione e di sicurezza pubblica che di esposizione agli agenti atmosferici (nei luoghi aperti) oppure per dispersione delle tracce.
Nota: per un approfondimento dell'argomento trattato e per una completa trattazione e classificazione degli atti di polizia giudiziaria, si rimanda al volume Manuale pratico della polizia giudiziaria, di Raffaello Cantagalli già Procuratore generale della repubblica in Venezia, edizioni Laurus Robuffo, Roma, 1993 e seguenti.

## L'esecuzione del sopralluogo di polizia giudiziaria
Non si intende fornire una metodologia generale che possa raccogliere in un unico concetto l'esecuzione del sopralluogo di polizia giudiziaria. Troppo diverse ed influenzate da fattori contingenti risultano, infatti, le singole situazioni reali nelle quali si trovano ad operare gli addetti di polizia.
Diversi, anche, gli approcci che vengono compiuti in ragione della attività specialistica, combinata con la specificità dell'evento, in funzione del sopralluogo.
Si delineano le attività sul campo, raggruppando le ipotesi di evento in schemi generali mutuando anche da discipline diverse, seppur affini, una serie di metodi più che di metodologie vere e proprie.
Le tecniche di lavoro tendono a specializzarsi a seconda della fattispecie presa in esame: incidenti stradali con lesioni od esiti mortali; infortuni sul lavoro gravi, invalidanti e mortali; rinvenimenti di cadaveri dovuti a morte sospetta o violenta; incendi; scoppi; esplosioni; crolli; disastri di varia natura. Nel sopralluogo di polizia giudiziaria rientrano, però, anche fatti reato non necessariamente cruenti o che abbiano quale esito la morte di persone ma che richiedono una attenta indagine specialistica quali: abusi edilizi; reati paesistici ed ambientali; inquinamenti; reati in danno di beni culturali ed opere d'arte; reati contro la salute e l'igiene; frodi alimentari e commerciali.
Trattandosi nella maggior parte dei casi, di un atto irripetibile, gli operatori devono porre la massima cura e precisione nell'attività di sopralluogo per non lasciare nulla al caso.
Occorre precisare che gli esecutori del promo sopralluogo e, tanto meno, l'ufficiale di polizia giudiziaria che lo dirige, non sono operatori di polizia scientifica e, di conseguenza, non si richiede al personale impegnato sulla scena del fatto alcuna attività che non sia quella di compiere un buon lavoro consistente nelle seguenti fasi:
1. conservazione dello stato dei luoghi, allontanando gli estranei e mantenendo in loco il personale di polizia in numero strettamente indispensabile per i rilievi. Al fine della conservazione dei luoghi e delle cose, risulta utile l'indicazione fornita dal Servizio di polizia scientifica della polizia di Stato che prevede di percorrere l'area interessata lungo uno stesso tragitto, calpestando uno stretto sentiero di lavoro ed evitando di spostare oggetti e di inquinare la scena, specie ove vi siano tracce di sangue, calpestandole inavvertitamente e duplicandole con le impronte plantari;
2. descrizione accurata e dettagliata della scena da riportare nel corpo del verbale. Per convenzione, la scena viene osservata dal basso verso l'alto e da destra verso sinistra. Se la zona è piuttosto ampia o complessa, si può derivare il metodo di lavoro della esplosivistica, dividendo l'area in quadrati e formando una griglia di lavoro oppure procedendo a spirale oppure ancora lavorando a corridoi alternati (zigzagando);
3. esecuzione di rilievi fotografici descrittivi con sviluppo dal generale al particolare, partendo con le panoramiche e proseguendo con inquadrature di parti della scena e dei dettagli sino ad ogni reperto. È buona cosa indicare la posizione nella quale vengono effettuati gli scatti, avendo cura di utilizzare i capisaldi definiti per il successivo sviluppo grafico ovvero di posizionare nella planimetria i punti di scatto. Dove possibile, effettuare scatti panoramici da punti elevati;
4. riproduzione grafica in scala (ove possibile) e, comunque, rilevamento di quote ed esecuzione di misurazioni atte a consentire il posizionamento e l'individuazione, anche durante eventuali e successivi sopralluoghi, di corpi, cadaveri, elementi presenti sul luogo del fatto, veicoli e strutture edilizie, di servizio e sovrastrutture. La riproduzione grafica dovrà essere effettuata in scala generale adeguata alla descrizione della scena (in genere 1:100 o 1:200) tale da permettere sia una facile conversione delle misure che una leggibilità dei particolari. Nei casi più rilevanti, quali incidenti stradali o sul lavoro mortali o particolari interventi edilizi abusivi, sarà opportuno riprodurre la scena nel suo complesso in una scala 1:00 o 1:200 e le sezioni o i particolari in scala più grande quale la 1:50 e la 1:25. La planimetria ottenuta dovrà essere orientata (secondo i punti cardinali o tenendo in conto elementi indicativi come le principali direttrici stradali, la presenza di elementi facilmente individuabili, quali monumenti, edifici pubblici, manufatti rilevanti). Per la riproduzione planimetrica, si consiglia l'utilizzo di una bussola tipo Recta in materiale plastico (si evitano problemi di danneggiamento), orientabile sulle cartine topografiche ed in grado di far mantenere il corretto orientamento sul terreno anche senza mappe. La planimetria potrà anche essere ricavata da eventuali mappe esistenti in scala minore: è il caso, per esempio, della topografia catastale e dei relativi estratti, dai quali è possibile ricavare la superficie di interesse con riferimento ad estensioni boschive, prati, vie di comunicazione, manufatti rilevanti. Per tale operazione sul posto occorrerà avere in dotazione una serie di scalimetri (per le trasformazioni e le letture immediate di scale del gruppo da 1:25 a 1:500 e del gruppo da 1:750 a 1:2500). È bene dotarsi anche di una bolla metrica per il mantenimento in perpendicolare delle quote rilevate o del cavalletto per la macchina fotografica, se questo non ne sia già munito. D'obbligo una bindella metrica almeno da m 20. Per misurazioni più estese, un ottimo metodo pratico consiste nel munirsi di una corda della lunghezza minima di m 50 e di chiodi ad espansione a cui fissare la corda agli estremi e ad intervalli definiti. Per quanto attiene agli strumenti di misura e al calcolo immediato di superficie e volume applicativi del teorema di Pitagora (goniometria e trigonometria), il loro utilizzo è funzionale negli ambienti chiusi, più problematico in quelli aperti. Oggi esistono, comunque, strumenti di tale tipo, studiati per l'uso professionale nei cantieri, che permettono all'esterno (purché si abbiano manufatti di contrasto ben definiti) misurazioni e calcoli per lunghezze da 50 a 200/400 metri, grazie anche ad una maggiore luminosità di lettura del sistema di puntamento Di particolare utilità risulta, poi, la cartografia fotoaerogrammetica, spesso più aggiornata della catastale. È opportuno, comunque, verificare la bontà delle mappe topografiche che si intendono utilizzare. Si deve tenere in conto, infatti, che le mappe del catasto, essendo realizzate per assolvere ad una funzione di estimo ai fini fiscali, non riportano le variazioni plano altimetriche del terreno, considerando il tutto come un piano. L'aerofotogrammetria, che costituisce cartotecnica regionale, prodotta in genere in scala 1:2000 (1:1000 in casi più limitati), è dotata di curve di livello (isoipse) che permettono di rilevare l'andamento reale della superficie interessata. Le carte topografiche, prodotte su autorizzazione dell'IGM (Istituto Geografico Militare, che ha sede a Firenze), riportano le isoipse ma sono in scala troppo piccola per un utilizzo riproduttivo.
5. se si dispone di idonea attrezzatura, effettuazione di documentazione audiovisiva della scena;
6. repertazione di tutte le tracce, le evidenze, i particolari, le impronte ed i frammenti di impronte digitali (evidenti), plantari, di tracce di sangue e di liquidi di qualsiasi natura. I reperti dovranno essere catalogati, numerati e raccolti in contenitori idonei (buste di plastica trasparenti, scatoloni od altro a seconda del tipo di oggetto) sigillati con i timbri del Comando operante. I reperti per i quali, in assenza di intervento diretto sul luogo di addetti od organi della polizia scientifica, si valuti l'esigenza di sottoposizione ad esami ed analisi specifici di natura tecnico/scientifica o di laboratorio, saranno trasferiti ai servizi competenti. Si consiglia di procedere secondo il seguente schema: indicare al magistrato di turno i reperti per i quali si ritiene opportuno un esame tecnico specifico; chiedere la contestuale autorizzazione al loro trasferimento ai servizi o laboratori che si ritengono più idonei allo scopo; curare personalmente la consegna dei reperti ai servizi o laboratori, specificandone gli esami e gli accertamenti che si richiedono. Ove non si ravvedano specifiche esigenze, i reperti andranno consegnati al Gabinetto provinciale di polizia scientifica della competente Questura.
7. descrizione in sito e nella propria posizione di rinvenimento di ciascun reperto e di cadaveri eventualmente rinvenuti e descrizione particolareggiata sia dei reperti che dei cadaveri (forma, materiale, stato d'uso, probabile origine, compatibilità della loro presenza sulla scena del fatto), utilizzando la numerazione assegnata per la repertazione al fine di individuarne la posizione sul grafico;
8. descrizione in negativo della scena qualora non vi siano tracce del reato, la cui commissione potrebbe essere accertata proprio sulla base di mancanza di tracce. È il caso, per esempio, del compimento di un suicidio indotto o simulato, dove a fronte della reazione istintiva come frenare o tentare di deviare davanti ad un ostacolo alla guida di un veicolo, si rilevi, invece, che il soggetto interessato non abbia attuato alcuna reazione proprio dalla evidente assenza di tracce (frenate, danneggiamento di elementi sulla strada).

Sia per l'effettuazione dei rilievi fotografici che per la descrizione accurata di ciascun reperto, che si tratti di corpo di reato o cosa pertinente al reato, è utile avvalersi di strumenti che permettano di capire le reali dimensioni dell'oggetto. Quindi, avendo ovviamente cura oltre che di fotografare anche di descrivere l'oggetto interessato, fornendone le dimensioni, nel dossier fotografico sarà opportuno inquadrarlo con un righello recante l'intestazione ed il sigillo dell'Ufficio operante. Sulla scena del fatto, in mancanza di altro, per fornire un'idea delle dimensioni dell'oggetto, si potrà ovviare inquadrando a fini di contrasto altri oggetti di uso e di dimensioni generalmente note e standard come, per esempio, pacchetti di sigarette, accendini, carte da gioco e via dicendo.
Nel punto 7. si è accennato al rinvenimento di cadavere. L'esame del corpo della vittima è essenziale. Esso va attuato riscontrando:
- sede del cadavere o delle parti di corpo, da riportare con cura ed attenzione nella planimetria generale ed evidenziandone la posizione specifica in un eventuale grafico in scala più grande. Si è soliti rilevare la posizione del corpo tramite misurazioni effettuate alla nuca, ai piedi e nella zona baricentrica (regione addominale/ombelicale)
- posizione (supino, bocconi, seduto, sospeso, giacente su un fianco)
- atteggiamento, cioè se sia rigido o rilasciato
- integrità e stato di conservazione, indicando eventuali mutilazioni e gli stati di degrado nonché le grandi lesioni o quelle più evidenti
- abbigliamento o nudità
- presenza di armi da fuoco e bianche e/o di strumenti di contenzione, quali bavagli, lacci
- imbrattature e piccole lesioni, avendo cura di verificare la presenza o meno di materiale biologico (capelli, pelle) o minerale (terra, sassolini etc.) sui vestiti, sotto le unghie ed in punti nascosti alla vista.

Affine all'esame del cadavere è la repertazione delle tracce ematiche. Le macchie di sangue si distinguono in spruzzi e gocciolature. Lo spruzzo può avere due forme: una a punto esclamativo e l'altra a clava. Nel primo caso la direzione del sangue è indicata dalla parte panciuta che è rivolta verso il luogo di origine, se il getto ha investito obliquamente la parete o l'oggetto. Nel secondo, invece, si evidenziano una forza d'urto ed una obliquità minori. Le gocciolature sono dovute alla caduta del sangue per la sola forza di inerzia. Prove sperimentali hanno permesso di stabilire una relazione fra altezza di caduta, diametro e contorno delle macchie. Quando la persona che perde sangue si muove, le macchie assumono un contorno ellittico con spruzzi allungati nella direzione del movimento. Infine, la pozza di sangue si ha solamente nel caso di deflusso copioso di sangue da un corpo immobile disteso a terra. È importante anche la descrizione del sangue rinvenuto sulla scena del fatto. La gradazione varia dal rosso vivo per eventi recentissimi, al rosso brunastro per eventi meno recenti sino al bruno caffè trascorso maggior tempo, ovviamente con tendenza alla coagulazione.
Particolare attenzione va posta al rinvenimento di armi da fuoco e munizioni. In primo luogo occorre tenere conto della condizione dell'arma, apparentemente carica o scarica che sia. Bisogna verificare che abbia inserita la sicura e controllare se vi sono bossoli nelle zone limitrofe (indicativi dell'uso dell'arma prima del rinvenimento), contandoli per verificare almeno in prima battuta l'eventualità che il caricatore sia stato completamente scaricato. Diverso il discorso per le armi non automatiche, come i revolver, che non emettono bossoli dopo lo sparo. Si dovrà, quindi, procedere alla messa in sicura dell'arma, scarrellandola (se automatica) o aprendo il tamburo (in caso di arma non automatica) per estrarre le munizioni e sparando il colpo di prova in direzione di materiali assorbenti o meglio ancora, uscire all'aperto e sparare in aria in una zona libera da ostacoli ed abitazioni, dopo aver creato un'area di rispetto sufficientemente ampia e fatto porre al riparo i presenti. In caso di dubbi, particolare vetustà dell'arma, modello del tutto ignoto od altro, conviene rivolgersi ad un armiere esperto prima di effettuare qualsiasi maneggio. Espletate tutte le operazioni di messa in sicurezza, la repertazione dovrà avvenire mostrando l'arma nel suo complesso e nei suoi particolari, con il caricatore (che vuoto viene definito serbatoio) e le munizioni a parte. Si rammenta che le armi comuni da sparo sono elencate nel Catalogo nazionale mentre parecchie armi da guerra sono state, nel tempo, declassificate in comuni. Elemento essenziale è la lettura del numero di matricola che, per le armi clandestine o utilizzate per compiere reati, è generalmente abraso o limato con incisione più profonda (tecnicamente bulinato). È fondamentale far rilevare all'Autorità giudiziaria se si tratti di un'arma illegalmente detenuta o portata ma munita di matricola leggibile oppure se si tratti di arma clandestina, così come se si tratti di arma comune o di arma da guerra. Buona cosa è reperire notizie tecniche e storiche sul tipo di arma rinvenuta anche tramite rapide ricerche in internet. Le munizioni andranno esaminate attentamente per stabilire se siano dello stesso calibro dell'arma, l'età apparente, la marca e lo stato di conservazione (occorre la massima attenzione perché si ha che fare con materiale esplosivo). L'arma sarà sottoposta a sequestro e messa a disposizione della Autorità giudiziaria.
Nella documentazione fotografica è essenziale riportare le reali dimensioni dei reperti, specialmente se si tratta di armi lunghe.

## Lesioni e fenomeni cadaverici
Si può indicare il seguente schema generale per la classificazione delle lesioni:
- lesioni traumatiche in generale, vi rientrano:
  - quelle dovute ad effetti contusivi (impatto violento di un corpo contro una superficie dura),
  - i grandi traumatismi (tipici degli infortuni sul lavoro e degli incidenti stradali mortali),
  - le lesioni da armi (da fuoco e bianche);
- lesioni da asfissie meccaniche (sospensione del respiro tramite un impedimento violento e meccanico della penetrazione dell'aria nei polmoni). Esse si distinguono in:
  - soffocazione, cioè occlusione delle vie respiratorie con vari mezzi
  - strozzamento, compressione delle vie respiratorie superiori dall'esterno direttamente attuata stringendo le mani al collo della vittima
  - strangolamento, occlusione delle vie respiratorie all'altezza del collo senza uso delle mani ma con ogni altro mezzo
  - impiccamento, sospensione di un corpo tramite lacci e corde applicati al collo
  - annegamento, penetrazione di un liquido nelle vie e cavità respiratorie
  - intasamento, occlusione delle prime vie respiratorie con materiali non densi estranei all'organismo (per esempio, con polveri)
  - compressione toracica, impedimento dei movimenti respiratori tramite la compressione del torace;
- lesioni da energia termica, sono sostanzialmente:
  - le ustioni, il colpo di sole ed il colpo di calore per quanto attiene all'azione da irradiazione di fonti di calore;
  - il congelamento e l'assideramento per le fonti di freddo (l'assideramento interessa l'intero corpo e non solo alcune zone od arti);
- lesioni da energia elettrica:
  - folgorazione, provocata dall'elettricità atmosferica (fulmini, lampi)
  - investimento da corrente elettrica dovuto al passaggio di corrente elettrica per contatto diretto o indiretto con conduttori. La lesione da corrente elettrica è spesso rilevabile alla vista esterna dalla presenza del cosiddetto marchio elettrico (bruciatura con riproduzione dell'elemento che l'ha provocato, per es. un cavo elettrico) e dalla metallizzazione della cute (rilascio di colore del metallo conduttore sulla cute);
- lesioni da causa chimica: in generale si tratta degli avvelenamenti;
- lesioni da radiazioni: dovute agli effetti dell'energia atomica e nucleare (si combinano in molteplici effetti, tra cui le ustioni e le malattie tumorali).

## Lesioni cutanee minori
Un breve cenno alle lesioni cutanee minori, prima di trattare le lesioni di maggior interesse per l'attività di polizia locale e stradale.
Come abbiamo visto trattando dell'esecuzione del sopralluogo di polizia giudiziaria, l'esame del cadavere può far rilevare tracce di interesse fra le quali rientrano le lesioni cutanee. Esse si distinguono in: reazioni cutanee o irritazioni, sono ad effetto estremamente limitato nel tempo e sono dovute ad urti lievi o lievissimi; in generale non si osservano sui cadaveri – ecchimosi, si tratta di infiltrazioni di sangue nei tessuti dovute alla rottura traumatica dei vasi sanguigni. Possono avere estensione variabile – ematomi, raccolta voluminosa di sangue con tipica colorazione bluastra – escoriazioni od abrasioni, esportazioni dello strato superficiale della cute – ferite lacero contuse, si tratta di tagli a bordi ed andamento non regolare.
Per passare ai fenomeni cadaverici, occorre precisare che cosa si intende in diritto ed in medicina legale per morte: è la cessazione irreversibile delle tre funzioni respiratoria, circolatoria e nervosa. Le risposte che debbono essere fornite alle corrispondenti domande nel caso di morte traumatica, violenta, accidentale o sospetta sono: l'accertamento inconfutabile dell'avvenuto decesso, l'epoca a cui risale e la causa. Si dà per inequivocabile e per certo, anche senza certificazione medica, il decesso sopraggiunto per dilaniamento da esplosione, amputazione della testa, distacco del corpo in più parti. L'epoca della morte è basata sull'esame dei fenomeni cadaverici. Vengono divisi in tre categorie:
1. fenomeni avitali immediati di carattere negativo, essi consistono nella perdita di coscienza, nella totale insensibilità, nella immobilità con perdita del tono muscolare e nella cessazione di respirazione e circolazione
2. fenomeni avitali consecutivi, seguono a quelli immediati e si caratterizzano in raffreddamento (occorrono circa ventiquattro ore perché la temperatura del cadavere si allinei a quella dell'ambiente esterno), disidratazione, rigidità (il cosiddetto rigor mortis che si manifesta entro tre/quattro ore e cessa dopo trentasei/quarantotto ore dalla morte), ipostasi, sono dovute alla cessazione dell'attività circolatoria con deflusso del sangue verso il lato del cadavere posto più in basso. Si evidenziano sotto forma di macchie estese color vinaccia tendenti al rosso ciliegio. Tale colorazione è assunta anche dai deceduti a causa dell'avvelenamento da ossido di carbonio o monossido (CO) da non confondersi con la morte per asfissia dovuta all'anidride carbonica (CO2). Le macchie ipostatiche si manifestano nel volgere di tre o quattro ore dopo la morte ed hanno la massima diffusione nelle quindici/diciotto ore successive. Nelle ipotesi di rinvenimento di cadaveri, le macchie ipostatiche assumono la funzione di elementi altamente indicativi della veritiera posizione di ritrovamento del defunto. In altre parole, se il decesso è avvenuto nel luogo di rinvenimento, le macchie saranno visibili sulla parte del corpo posta più in basso. Diversamente, se le macchie saranno evidenti sulla porzione di cadavere posta più in alto, è probabile che il decesso sia avvenuto in altra località e che il corpo sia stato trasportato post mortem nel punto di ritrovamento
3. fenomeni trasformativi (che possono essere distruttivi o conservativi), consistenti in putrefazione e macerazione (distruttivi, entro il secondo giorno dal decesso) e in corificazione, mummificazione, saponificazione (conservativi).

## Le lesioni da investimento e scontro
I termini di investimento e scontro sono tenuti distinti dalla medicina legale: per investimento si intende la collisione tra un veicolo ed una persona, per scontro si indica, invece, la collisione tra due o più veicoli o tra un veicolo ed un ostacolo fisso o mobile.
Le lesioni da investimento presentano precise caratteristiche nel caso di azione da parte di un veicolo a quattro ruote e, cioè, dotato di una sagoma di ingombro rilevante. Esiste una serie di fasi nell'investimento che comportano ciascuna lesioni particolari e diverse. Le fasi sono distinte in:
1. urto
2. abbattimento
3. accostamento
4. arrotamento
5. trascinamento.

Alla fase dell'abbattimento può sostituirsi quella del caricamento. Nella realtà, non necessariamente ed, anzi, in minor misura, si manifestano tutte le fasi sopra descritte in sequenza completa. Di norma le fasi più frequenti sono quella dell'urto, dell'abbattimento e del caricamento.
Le lesioni provocate dall'urto si evidenziano, in genere, agli arti inferiori con ecchimosi, fratture e ferite lacero contuse nel punto di impatto del veicolo sul corpo. Le tracce dell'urto possono rilevarsi anche sugli indumenti della vittima come imbrattamenti, scaglie di vernice, frammenti di vetri, lacerazioni e strappi. L'abbattimento, che consiste nella caduta della vittima a terra spesso a distanza dal punto d'urto, a seguito della proiezione (cosiddetto lancio balistico), genera lesioni estese a tutto il corpo con massima frequenza al capo. L'accostamento consiste nella fase seguente alla caduta dell'investito davanti al veicolo quando il mezzo investitore non ferma la propria marcia. La vittima viene posta di lato al veicolo, subendo lesioni contusive dovute sia alle parti di veicolo antistanti le ruote sia alle ruote stesse. L'arrotamento è la conseguenza della prosecuzione della marcia del veicolo con passaggio del mezzo sopra la vittima. Si hanno lesioni ossee con schiacciamento del capo, fratture costali, del bacino e lesioni interne. Tipico l'effetto di scuoiamento degli arti dovuto all'attrito delle ruote sul corpo. Nel caso di arrotamento, si potranno rinvenire le impronte degli pneumatici del veicolo sui vestiti e sulla cute della vittima. Le tracce degli pneumatici si distinguono in positive (reperite sui vestiti e raffiguranti le parti sporgenti del battistrada) e negative (rilevate sulla cute, raffiguranti le rientranze del battistrada). La fase del trascinamento si ha nel caso in cui la vittima resti agganciata al veicolo investitore e ne sia trascinata. Si avranno lesioni alla cute prodotte secondo il senso dell'avvenuto trascinamento e lacerazioni dei vestiti. Infine, il caricamento consiste nella caduta della vittima sul cofano del veicolo investitore, seguito, spesso, dall'urto del capo contro il parabrezza o contro il tettuccio. La vittima, in genere, termina la sequenza con una caduta a terra di fianco al veicolo.
È bene sottolineare che esistono casi di investimento e di scontro nei quali la vittima non presenta lesioni esterne o, almeno, non presenta lesioni esterne tali da farne presupporre la morte. Si tratta di casi di politraumatismo agli organi interni accompagnato da decesso immediato o in pochi minuti (si pensi alla rottura dell'arteria aorta con deflusso di due/tre litri di sangue in pochi istanti). Chiudono la casistica descritta l'investimento plurimo, dove la vittima risulta essere stata investita da più veicoli, e l'investimento di cadavere che comporta l'azione traumatica su di un corpo deceduto in precedenza per altri motivi.
Le lesioni da scontro presentano un quadro complessivo riconducibile alla dinamica degli scontri stessi: frontali, laterali, posteriori (tamponamenti) e fronto-laterali.
Tipiche dello scontro frontale sono le lesioni al capo, al torace ed agli arti inferiori, derivanti dall'urto del corpo contro le parti dure interne all'abitacolo. Si possono avere anche lesioni interne, alcune delle quali dovute alla decelerazione brusca in caso di forte e fortissima velocità, consistenti in danni cardio-vascolari.
Gli urti laterali e fronto-laterali producono lesioni da trauma cranico, alle scapole ed agli arti superiori. Molte lesioni sono dovute all'impatto fra i vari occupanti del mezzo.
Colpo di frusta con conseguente stiramento muscolare, nei casi lievi, e fratture vertebrali con danneggiamento del midollo osseo, negli eventi più gravi, sono i risultati del tamponamento.
Brevemente sulle lesioni ai danni di ciclomotoristi: frequenti (seppur indossando il casco protettivo, ma dovute alla forte velocità ed alle caratteristiche dei sinistri che vedono coinvolti cicli e motocicli) le fratture alla volta cranica e gli sfondamenti della base cranica. L'utilizzo degli scooter evidenzia lesioni alla parte anteriore del tronco ed al torace. Lesioni alla faccia interna degli arti inferiori per urti contro il serbatoio e lesioni alle caviglie ed ai piedi sono ulteriori conseguenze degli incidenti motociclistici. Non è da dimenticare che gli esiti dei sinistri stradali che vedono coinvolti ciclomotoristi e, particolarmente i motociclisti, possono essere – in certi casi – devastanti con grandi traumatismi risolventisi in amputazioni e sub amputazioni per urti violentissimi contro barriere, manufatti stradali e parti taglienti o sporgenti dei veicoli. Per altra parte, l'utilizzo corretto dei sistemi di sicurezza (cinture, caschi) evidenzia nella maggior parte degli eventi il minor effetto lesivo dei sinistri.

## Gli organi di polizia scientifica nazionali
La polizia scientifica italiana è organizzata secondo un duplice sistema che fa capo rispettivamente alla Polizia di Stato ed all'Arma dei Carabinieri.
La specialità di polizia scientifica è incardinata nella Direzione Centrale AntiCrimine della Polizia di Stato che opera su tre servizi, di cui uno è il Servizio di Polizia Scientifica. A sua volta il Servizio di Polizia Scientifica, istituito nel 1902 per opera del medico legale astigiano Salvatore Ottolenghi (1861 – 1934), annoverando famosi direttori, fra cui Giovanni Gasti (1869 – 1939) che ha dato il nome all'omonimo metodo di classificazione delle impronte digitali in uso sino al 2000, è suddiviso in: un Ufficio centrale con sede a Roma - sei Gabinetti interregionali - otto Gabinetti regionali e i Gabinetti provinciali, uno per ciascuna Questura, eccetto le città in cui hanno sede i Gabinetti interregionali e/o regionali (al variare del numero delle Questure, varia anche il numero dei Gabinetti provinciali). Infine, centonovantasette Posti di segnalamento e documentazione dislocati presso i più importanti Commissariati di pubblica sicurezza ovvero presso i maggiori posti di polizia di frontiera (ovviamente anche per questi il numero può variare a seconda delle esigenze organizzative).
Nell'Arma dei Carabinieri la specialità di polizia scientifica è strutturata nel Ra.C.I.S., Raggruppamento Carabinieri Investigazioni Scientifiche, il quale opera, a sua volta, su quattro Reparti Investigazioni Scientifiche (R.I.S.). I Reparti hanno sede rispettivamente a: Roma, Parma, Messina e Cagliari. Le competenze sono suddivise per territorio. Per l'Italia centrale il Reparto di Roma; in Italia meridionale, Sicilia ed isole minori il Reparto di Messina; il Reparto di Parma per l'Italia del Nord mentre la Sardegna è di competenza del Reparto di Cagliari. Il Reparto di Roma tratta, inoltre, i casi di maggiore rilevanza nazionale.
Ogni Reparto investigazioni scientifiche è articolato in Sezioni interne alla struttura: balistica, biologica, chimica, dattiloscopia e fotografia giudiziaria, grafica. Il Reparto di Roma ha anche una sezione fonica. Di più recente costituzione è il Reparto Tecnologia Informatica, derivante dallo scorporamento della preesistente Sezione Telematica.

## Le polizie scientifiche estere e nell'Unione Europea
La Francia attua il doppio sistema simile a quello italiano. I due principali organi di polizia nazionali, la Police Nationale e la Gendarmerie, hanno sviluppato due strutture parallele dedicate al servizio di polizia scientifica: l'Institut national de police scientifique (INPS, in capo da una divisione del Ministero dell'Interno francese) e l'Institut de recherche criminelle de la gendarmerie nationale (IRCGN).
La Confederazione Elvetica, che per quanto attiene alle attività di polizia ordinaria, aderisce al Centro comune di cooperazione di polizia e doganale attivato in funzione di un accordo bilaterale in vigore tra Italia e Svizzera (sede logistica a Chiasso presso la Stazione ferroviaria), ha una realtà frammentata in polizie cantonali e municipali. Per quanto attiene alla polizia scientifica, esistono strutture federali e locali a competenza nazionale: l'AFIS Service dell'Ufficio Federale di Polizia (UFP) a Berna; l'Istituto di Polizia Scientifica e di Criminologia (IPSC) che fa capo alla Università di Losanna; il Servizio Scientifico o Wissenchaftlicher Dienst (WD), il Servizio Documenti e il Wissenschafetlicher Forschungsdienst (WFD che si occupa solamente di attentati in cui si è fatto uso di esplosivi), tutti della Polizia Comunale di Zurigo. Del tutto particolare, poi, il contributo che viene offerto dall'Istituto nazionale svizzero di assicurazione contro gli infortuni, INSAI, in materia di indagini per infortuni sul lavoro.
In Germania, dove vige una organizzazione federale dello Stato, la polizia scientifica, particolarmente per l'identificazione delle persone, è deputata alla struttura di polizia federale nota come Bundeskriminalamt (BKA) che ha tre sedi nelle città di Berlino, Wiesbaden (capoluogo della regione dell'Assia, zona renana) e Meckenheim (nei pressi di Bonn). Il servizio di polizia scientifica del BKA è affidato alla Division KT (polizia tecnica e scientifica).
In Belgio la Police Fédérale/Federale Politie ha organizzato il proprio servizio di polizia scientifica nella struttura interna della Police technique et scientifique.
La più nota polizia del Regno Unito è certamente quella di Londra, Metropolitan Police, conosciuta come New Scotland Yard, dotata dei servizi di polizia scientifica.
A livello europeo è attivo l'ENFSI (European Network of Forensic Science Institutes – rete europea degli istituti di scienze forensi, istituito il 20 ottobre 1995). L'Italia vi partecipa sia con il servizio di polizia scientifica della Polizia di Stato che con il RaCIS dell'Arma dei Carabinieri. Specifico per il profilo del DNA - rif. figure n. 20, 21 e 22 - è, sempre in ambito europeo, l'EDNAP con sedici Paesi membri e venti laboratori specializzati in genetica forense.

## Fonti
- Marino Andorno, "Il sopralluogo di polizia giudiziaria e la ricostruzione della scena del fatto". Atti della giornata di formazione professionale del 9 giugno 2008, Cardano al Campo (Va), Sala Sandro Pertini. Pubblicazione a cura de La Voce dei Vigili Urbani, Milano.

- Gianfranco Iadecola, "Medicina legale per l'attività di polizia giudiziaria", Laurus Robuffo, Roma, 1992;
- Raffaello Cantagalli, "Manuale pratico della polizia giudiziaria", Laurus Robuffo, Roma, 1993;
- Paolo Puoti, "Gli atti di polizia giudiziaria nel nuovo processo penale", Laurus Robuffo, Roma, 1992;
- Sabino Giarrusso, "Il diritto penale del lavoro, gli infortuni e la tecnica dell'indagine", Laurus Robuffo, Roma, 1993 (datato rispetto alle innovazioni in materia di prevenzione infortuni ma utile sotto l'aspetto della tecnica di indagine, rimasta sostanzialmente invariata);
- Giovanni Fontana, "Attività di indagine della polizia municipale", Noccioli Editore, Firenze, 1998;
- Andrea Giuliano, "Dieci e tutte diverse", Tirrenia Stampatori, Torino, 2004 (testo completo e fondamentale sulle impronte digitali e palmari e sulla identificazione di persone). Sempre dello stesso autore, si consiglia l'approfondimento sul sistema APIS apparso sul numero di marzo 2008 della rivista specializzata medico legale "Minerva".

Aggiornamento bibliografico. Interessantissimo il volume intitolato "Dal Pensiero di Lombroso all'Impronta Digitale", Edizioni Libreria Cortina, Torino, 2011. L'autore è l'Ispettore Superiore della Polizia di Stato Andrea Giuliano, responsabile del settore Dattiloscopia del Gabinetto Interregionale di Polizia Scientifica della Questura di Torino. Si segnala, particolare, la riproduzione fotostatica integrale della Circolare 24 luglio 1910 a firma dell'allora Ministro di Grazia e Giustizia Fani, che forniva dettagliate disposizioni per le attività relative agli accertamenti dei reati e, cioè del sopralluogo giudiziario, alla luce delle innovative tecniche investigative in materia di polizia scientifica.